# Pepi III.
Seneferankhre Pepi III. byl egyptský faraon. Podle Wolfganga Helcka byl pátým faraonem 16. dynastie během druhého přechodného období. Podle Jürgena von Beckeratha byl třináctým faraonem 16. dynastie. Není jasné, kdo byl jeho předchůdcem a nástupcem. Pepy III. je doložen pouze písmenem ve tvaru skarabu nesoucím jeho jméno. Egyptolog Kim Ryholt tato tvrzení však zpochybňuje, stejně jako to, že byl Pepi králem 16. dynastie, protože pečeť s faraonovým jménem není datována do druhého přechodného období.